# لونغو بوينته دي مينغان (كيبك)
لونغو بوينته دي مينغان (بالإنجليزية: Longue-Pointe-de-Mingan, Quebec)‏ هي بلدية محلية في كيبيك تقع في كندا في Minganie Regional County Municipality. يقدر عدد سكانها بـ 479 نسمة ومساحتها 641.00 كم2 وترتفع عن سطح البحر 0 متر.